# Чемпионат Европы по академической гребле 1938
Чемпионат Европы по академической гребле 1938 года был проведен в Италии на озере Идараскало в Милане. Озеро было создано 1930 году, как аэропорт для гидросамолетов.  В соревнованиях принимали участие только мужчины. Гребцы соревновались во всех семи олимпийских классах лодок (M1x, M2x, M2-, M2+, M4-, M4+, M8+).

## Медальный зачет

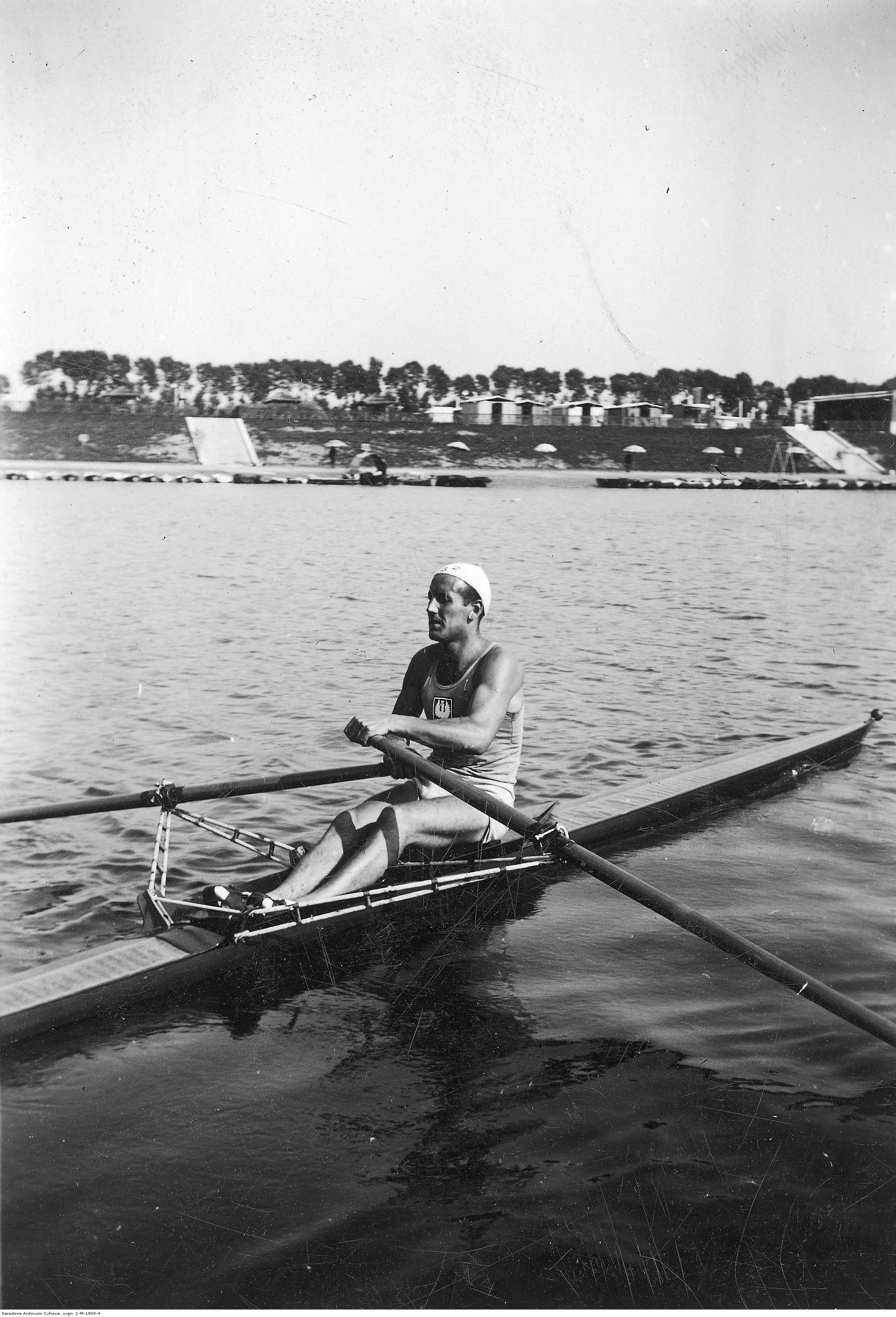
Roger Verey из Польши выигрывает серебро

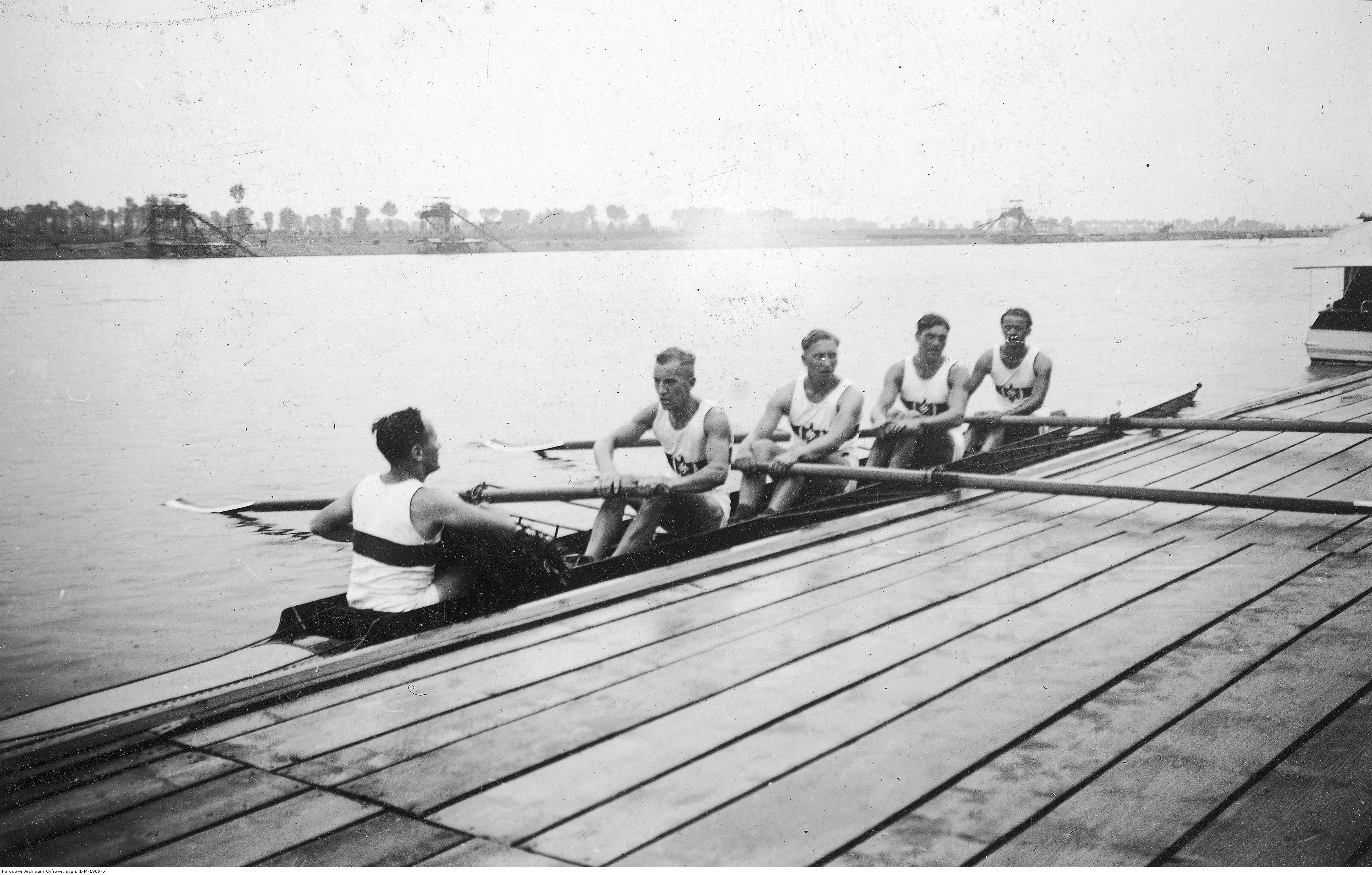
немецкая четверка с рулевым выигрывает золото

| Дисциплина | Золото | Золото  | Серебро | Серебро | Бронза | Бронза  |
| ---------- | --- | ------- | --- | ------- | --- | ------- |
| Дисциплина | Страна и гребцы | Время   | Страна и гребцы | Время   | Страна и гребцы | Время   |
| M1x        | Гитлеровская Германия - Йозеф Хазенёрль | 7:40,12 | Польша - Роджер Верей | 7:42,40 | Швейцария - Эрнст Руфли | 7:42,41 |
| M2x        | Италия - Этторе Броски - Джорджо Скерли | 7:07,50 | Гитлеровская Германия - Эдуард Пауль - Людвиг Марквардт                                                                                     | 7:14,95 | Бельгия - Анри Андерссен - Бен Пьессенс | 7:23,30 |
| M2-        | Гитлеровская Германия - Хайнрих Штельцер - Рудольф Экштайн | 7:23,22 | Италия - Марио Лаццати - Эрменегильдо Манфредини                                                                                            | 7:32,56 | Дания - Рихард Ольсен - Вигго Ольсен | 7:34,75 |
| M2+        | Италия - Альмиро Бергамо - Гвидо Сантин - Гвидо Беттини (р) | 8:14,57 | Гитлеровская Германия - Херберт Адамски - Герхард Густман - Гюнтер Хольштайн (р)                                                            | 8:14,58 | Дания - Кнуд Кольман - Хуго Грумме - Фроде Кристиансен (р) | 8:16,50 |
| M4-        | Швейцария - Герман Бетшарт - Оскар Нойеншвандер - Вернер Швейцер - Карл Шмид | 6:57,16 | Италия - Франческо Питталуга - Луиджи Лускардо - Гаэтано Петруччи - Агостино Масса                                                          | 6:59,17 | Дания - Кай Траульсен - Орла Теглерс - Оле Секер - Лейф Стаунхольт-Нильсен                                                                                                   | 7:00,50 |
| M4+        | Гитлеровская Германия - Пауль Юнг - Вальтер Готтхардт - Хайнц Люккенга - Ульрих Клайнер - Фриц Бауэр (р)                                                                                | 7:01,21 | Италия - Анджело Изелла - Марио Аччини - Гульельмо Дель Нери - Анджело Фьоретти - Алессандро Барделли (р)                                   | 7:01,22 | Венгрия - Геза Бодор - Ференц Дунаи - Имре Ладаньи - Бела Ньилаши - Иштван Галлик (р)                                                                                        | 7:07,73 |
| M8+        | Гитлеровская Германия - Эрих Бушман - Херберт Буц - Вальтер Волле - Йоахим Чарле - Фриц Браунсдорф - Ханс-Йоахим Ханнеман - Вальтер Фульсанг - Эберхард Кеслинг - Карл-Хайнц Нойман (р) | 6:19,93 | Венгрия - Миклош Луцаи - Дежё Сабадош - Имре Капоши - Эрнё Барток - Габор Алапи - Антал Сендеи - Ласло Сабо - Хуго Байа - Эрвин Керести (р) | 6:20,58 | Италия - Альберто Бончани - Отторино Квальерини - Оресте Гросси - Данте Секки - Энцо Бартолини - Джованни Персико - Дино Чекки - Энрико Гарцелли - Чезаре Милани (Зани?) (р) | 6:23,70 |